# Lutz Lindemann
Lutz Lindemann (* 13. července 1949, Halberstadt) je bývalý východoněmecký fotbalista, záložník, reprezentant Východního Německa (NDR). Po skončení aktivní kariéry působil jako trenér.

## Fotbalová kariéra
Ve východoněmecké oberlize hrál za FC Rot-Weiß Erfurt a FC Carl Zeiss Jena, nastoupil ve 205 ligových utkáních a dal 42 gólů. S FC Carl Zeiss Jena vyhrál v roce 1980 východoněmecký fotbalový pohár. V Poháru vítězů pohárů nastoupil ve 7 utkáních a dal 1 gól a v Poháru UEFA nastoupil v 14 utkáních a dal 6 gólů. Za reprezentaci Východního Německa (NDR) nastoupil v letech 1977-1980 ve 21 utkáních a dal 2 góly.

## Ligová bilance
| Ročník           | Zápasy | Góly | Klub               |
| ---------------- | ------ | ---- | ------------------ |
| II. liga 1971/72 | 7      | 2    | FC Rot-Weiß Erfurt |
| I. liga 1972/73  | 24     | 6    | FC Rot-Weiß Erfurt |
| I. liga 1973/74  | 11     | 3    | FC Rot-Weiß Erfurt |
| I. liga 1974/75  | 25     | 6    | FC Rot-Weiß Erfurt |
| I. liga 1975/76  | 23     | 5    | FC Rot-Weiß Erfurt |
| I. liga 1976/77  | 25     | 6    | FC Rot-Weiß Erfurt |
| I. liga 1977/78  | 23     | 4    | FC Carl Zeiss Jena |
| I. liga 1978/79  | 22     | 4    | FC Carl Zeiss Jena |
| I. liga 1979/80  | 21     | 2    | FC Carl Zeiss Jena |
| I. liga 1980/81  | 24     | 4    | FC Carl Zeiss Jena |
| CELKEM I. liga   | 205    | 42   |                    |